# Маринин, Максим Викторович
Макси́м Ви́кторович Мари́нин (род. 23 марта 1977, Волгоград) — российский фигурист в парном катании, Олимпийский чемпион по фигурному катанию на Олимпиаде в Турине в паре с Татьяной Тотьмяниной. Кроме того, они — двукратные чемпионы мира, пятикратные чемпионы Европы и трёхкратные чемпионы России.

## После спорта
После Олимпиады спортсмены взяли перерыв из-за загруженности в различных ледовых шоу и предполагали возвращение в большой спорт. Однако, не смогли договориться с Федерацией фигурного катания по денежным вопросам и тему возвращения для себя закрыли.
В 2006 году участвовал в телешоу Первого канала «Звёзды на льду» в паре с трёхкратной олимпийской чемпионкой по синхронному плаванию Марией Киселёвой, в 2007 году в шоу «Ледниковый период» в паре с актрисой Ольгой Кабо, 2008 году в «Ледниковый период — 2» в паре с актрисой Олесей Железняк (в суперфинале продолжил участие вместе с Жанной Фриске), а в 2009 году в третьем сезоне с балериной Анастасией Волочковой.
С сентября по декабрь 2010 года участвовал в телешоу Первого канала «Лёд и пламень» в паре с певицей Натальей Подольской. Пара завоевала в шоу 3-е место.
В 2013 году участвовал в телешоу Первого канала «Ледниковый период — 4» с актрисой Лянкой Грыу, в 2014 году участвует в этом шоу с актрисой Аллой Михеевой, в 2016 году в телешоу «Ледниковый период — 6» в паре с телеведущей и комедийной киноактрисой Екатериной Варнавой, в 2020 году в телешоу «Ледниковый период — 7» в паре с актрисой Надеждой Михалковой, а в 2021 году в восьмом сезоне этого же телешоу в паре с актрисой театра и кино Дарьей Мельниковой.

## Образование
Выпускник Санкт-Петербургской академии физической культуры им. П.Ф.Лесгафта.

## Личная жизнь
Фактическая жена — прима-балерина театра им. К.С. Станиславского и Вл.И. Немировича-Данченко Наталья Сомова. У пары есть сын Артемий 2007 года рождения и дочь Ульяна (род. 19 октября 2012). Семья живёт в Москве.

## Спортивные достижения

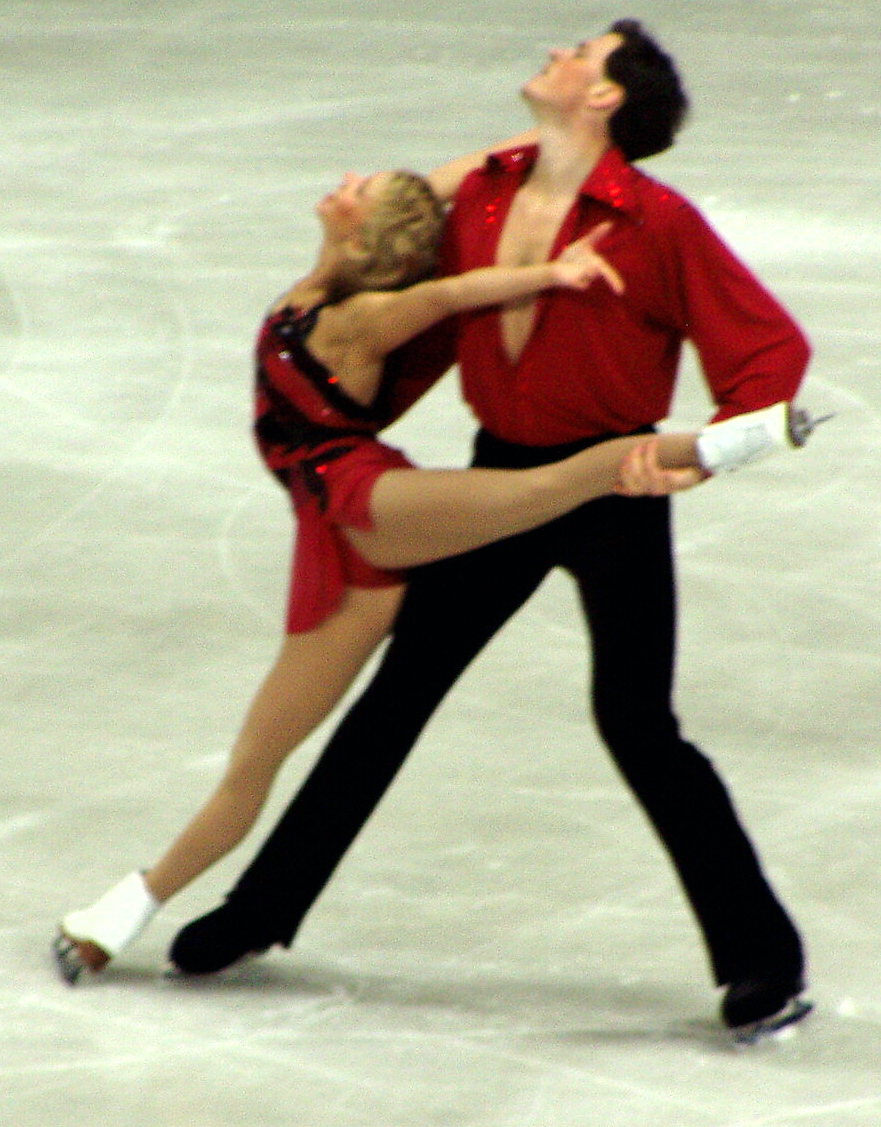
Татьяна Тотьмянина и Максим Маринин на чемпионате мира 2004 в Дортмунде

С Т.Тотьмяниной
| Соревнование/Сезон                        | 1996-97 | 1997-98 | 1998-99 | 1999-00 | 2000-01 | 2001-02 | 2002-03 | 2003-04 | 2004-05 | 2005-06 |
| Зимние Олимпийские игры                   |         |         |         |         |         | 4       |         |         |         | 1       |
| Чемпионаты мира                           |         |         | 7       | 6       | 5       | 2       | 2       | 1       | 1       |         |
| Чемпионаты Европы                         |         |         | 5       | 5       | 2       | 1       | 1       | 1       | 1       | 1       |
| Чемпионаты России                         | 6       | 5       | 3       | 3       | 3       | 2       | 1       | 1       | 1       | WD      |
| Финалы Гран-При                           |         |         |         |         |         |         | 1       | 2       |         | 1       |
| Этапы серии Гран-При:Skate America        |         |         | 7       |         | 3       | 3       | 1       |         | WD      |         |
| Этапы серии Гран-При:Skate Canada         |         |         |         |         |         | 2       | 1       | 1       |         |         |
| Этапы серии Гран-При:Sparkassen Cup       |         |         |         |         | 3       |         |         |         |         |         |
| Этапы серии Гран-При:Trophee Eric Bompard |         |         | 5       | 2       |         | 4       | 1       | 2       |         | 1       |
| Этапы серии Гран-При:Cup of Russia        |         | 5       | 6       | 3       | 6       |         |         | 1       |         | 1       |

## Награды и звания
- Орден Почёта (2007)[6]